# 細川晴元
細川晴元（日语：／ Hosokawa Harumoto，1514年—1563年3月24日、永正十一年—永祿六年三月一日），日本戰國時代武將和大名、細川京兆家第17代當主，也是室町幕府的重要人物。曾任山城國、攝津國、丹波國、讚岐國和土佐國守護。
晴元幼名聰明丸，父親是細川澄元，母親是畠山義堯之女清泰院，嫡長子是細川昭元，正室是三條公頼的長女、繼室則為六角定賴之女。透過正室家族的關係，晴元也成為武田信玄及本願寺顯如的義兄（兩人也都娶了公賴的女兒）。
當時，細川京兆家在畿內正處於內亂狀態，晴元成功地將家族整合起來，並建立了自己的政權。後來，由於家臣三好長慶的叛亂，晴元的勢力衰退，最終在無法恢復權勢的情況下去世。

## 經歷

### 與高國決戰
細川晴元於永正十一年（1514年）出生，為細川澄元之子。永正十七年（1520年）六月，澄元在阿波國去世，家督之位由晴元繼承。然而澄元早前在與細川高國爭奪細川京兆家家督之位時處於劣勢，並屢遭高國打擊，直到死前都未能扭轉困境。同時，高國已成功將將軍足利義稙驅逐，並擁立足利義晴為新將軍，實際上成為了當時的掌權者，這也讓接手的晴元反擊機會越發渺茫。
然而，在大永六年七月十三日（1526年8月20日），高國因聽信了從弟細川尹賢的讒言，殺害重臣香西元盛。元盛的兄弟波多野元清及柳本賢治因此起兵反抗，從而導致了高國方的內部勢力出現分裂。利用敵方內部混亂的機會，時年13歲的晴元在家臣三好元長的支持下，於同年十月舉起反擊高國的旗幟，並成功進軍至畿內，與背叛高國的波多野軍會合。
雖然高國與晴元的爭鬥本質上是為了爭奪細川家的家督，但高國利用自己是現任管領的身份，擁立了將軍足利義晴，這讓他可以在名義上自稱為官軍，並使晴元一方被視為賊軍，面臨著盟友為了保全自己利益而背叛的風險。因此為了應對這種情況，晴元一方也擁立了義晴的弟弟足利義維作為應對。
事實上，早在大永三年（1523年），當足利義稙前往阿波國時，就曾試圖尋求細川讃州家的幫助，但當時晴元年僅10歲，並無法提供援助，義稙最後也抑鬱而終。之後，時任阿波守護的晴元從弟細川氏之便在阿波的細川館中，養育了做為將軍繼嗣的義維與做為細川宗家繼嗣的晴元（不過，近年來日本歷史學家馬部隆弘提出了另一種說法，認為氏之其實是晴元的親弟弟，即澄元的次子。
大永七年（1527年）二月十二日，晴元在與高國的決戰中獲勝（桂川原之戰）。在將仍然擁立足利義晴的高國擊敗並趕往近江國後，晴元以和泉國堺為根據地，取代了因都城陷落而實力衰弱的高國政權，建立一個名為「堺公方府」的擬似幕府，並擁立義維成為新的將軍。
到目前為止，三好元長的表現相當出色，然而元長與柳本賢治和三好政長等旁系成員發生了衝突。晴元也對元長試圖與高國和解感到不滿，並且聽信了賢治等人的誣陷。因此，在享祿二年（1529年），元長因為憤怒而前往阿波，導致堺公方府的軍事力量大幅削弱。同時高國則與備前國的浦上村宗聯手，開始重新集結力量並起兵反攻。賢治出兵迎擊，卻在享祿三年（1530年）遭高國的刺客所暗殺。隨著高國與村宗的勢力增強，他們也進攻攝津國，令堺公方府陷入了困境。
到了享祿四年（1531年），高國已經控制了攝津的大部分地區，京都也被高國派的內藤彥七奪回，堺公方府面臨嚴重的攻擊威脅。不過，在同年二月，晴元與元長達成了和解。三月，元長成功阻止了高國軍的進攻，使局勢進入僵持狀態（中嶋之戰）。然後，在六月四日（7月17日），赤松政祐（晴政）趁機假裝支援高國，進行一次詐騙性攻擊，成功摧毀了高國與村宗的軍隊（天王寺之戰）。戰敗的高國雖進行逃亡，但在次日，晴元即成功在攝津國尼崎將其捕獲。六月八日，高國被帶到尼崎廣德寺並自盡（大物崩），晴元也報了亡父的仇。

### 鞏固權力
在成功滅掉共同敵人後，堺公方府內部的對立在短短兩個月內就浮出水面。雖然晴元成功打敗了原本的權力者細川高國，但他同時也改變了擁立堺公方府的政權奪取方針。晴元認為只要能夠掌握細川京兆家的家督和管領的職位，即使讓義晴繼續當將軍也無妨，因此選擇與義晴達成和解並打算爭取成為管領，從而與三好元長發生了衝突。元長雖作為討伐高國的重要功臣，卻仍被畿內的國眾視為障礙，這些國眾們都聚集到了晴元的麾下。
享祿五年（1532年），為打擊晴元所支持的木澤長政，三好元長發動攻擊。這時，茨木長隆等攝津國的國衆密謀策劃，提議請求本願寺第10世法主證如發動一向一揆。證如同意後，並迅速發動起義，元長在堺遭一向一揆軍擊敗而死。晴元在沒有親自出手的情況下，便成功除掉元長。此外，晴元還成功地將與他不和的義維流放到阿波（飯盛城之戰）。木澤長政的主君，曾支持元長的畠山義堯也被卷入其中，遭到一向一揆討伐。
在排除反對派勢力之後，晴元與將軍義晴達成和解，隨後將精力集中在鎮壓繼續肆虐的起義軍—一向一揆身上。晴元與法華宗合作，挑起了法華一揆，同時與在領地內受到一向宗困擾的近江國守護六角定賴聯手，攻擊山科本願寺（山科本願寺之戰）。山科本願寺遭燒毀後，一向一揆軍轉而遷移至石山本願寺，並持續與晴元對戰。天文二年（1533年），一向一揆軍發動反擊，致使晴元從堺逃亡到淡路國，但晴元很快地便在攝津的池田城重新組織力量反抗，雙方最終於天文四年（1535年）達成和解（享祿・天文之亂）。而在天文三年（1534年），藉由木澤長政的幫助，晴元與三好元長的長子三好長慶和解，並將他納入自己的麾下。
天文五年（1536年），晴元與比叡山 延曆寺以及六角定賴聯手，成功摧毀了在京都崛起的法華宗勢力（天文法華之亂）。同年，晴元擊敗了細川高國的殘黨、討伐了高國的弟弟晴國，從而穩定了畿內局勢。天文六年（1537年），晴元被任命為右京大夫，並在這一年的四月十九日迎娶三條公賴之女為妻。

### 晴元政權時代
天文八年（1539年），上洛的三好長慶與同族的三好政長因爭奪河內十七箇所而爆發衝突，晴元選擇支持政長並與長慶對立，但在義晴和六角定賴的仲介下，晴元與長慶達成和解，衝突並未擴大。
天文十年（1541年），木澤長政的勢力膨脹，其開始反叛並要求排除政長勢力，但晴元拒絕接受這個請求。隨後，晴元逃往京都郊外的岩倉，並於翌年天文十一年（1542年）遷至攝津的芥川山城進行反擊。在長慶、政長以及河內國的遊佐長教的幫助下，晴元成功擊敗並討伐了長政（太平寺之戰）。
然而，叛亂依然持續發生。天文十二年（1543年），已故細川高國的養子細川氏綱以推翻晴元為旗號，在和泉國起兵，不過這場叛亂在同年內就被平息。
天文十四年（1545年），屬高國派的細川元治、細川元全、細川國慶三兄弟以及丹波國的內藤國貞在山城國起兵，晴元遣三好長慶、政長等各軍勢力前來鎮壓。
天文十五年（1546年）八月，氏綱在畠山政國和遊佐長教的援助下也再次起兵，並成功封鎖長慶的行動，奪取了攝津國的大部分領土。在氏綱與畠山政國、遊佐長教結盟後，九月，上野的細川國慶也再次興兵進軍京都，從而迫使晴元逃亡至丹波國。
天文十五年（1546年）十二月十九日，將軍足利義晴在近江國坂本的日吉大社，為嫡子義藤舉行元服儀式。在這次儀式中，六角定賴被任命為管領代，並擔任了應由管領負責的加冠儀式（即為元服者戴上烏帽子的儀式）（《光源院殿御元服記》）。通說認為，由於當時做為管領的晴元正在出陣中，定賴才代行了這一職責。然而，近年來出現了一種新的解釋，認為當時的管領職位實際上是空缺的（即晴元並未擔任管領）。根據這種解釋，當時管領的職責主要限於儀式領域。如果晴元能夠趕到坂本，他本應在元服儀式之前被任命為管領。但由於當時晴元無法立即趕到，因此近江守護六角定頼被任命為管領代理，這也意味着晴元一直未能正式成為管領。無論如何，這種安排與慣例相違，讓家格低於細川家的六角氏當主擔任將軍的烏帽子親，無疑是對晴元面子的打擊。
此外，值得注意的是，在義藤元服儀式次日進行的將軍宣下儀式中，遊佐長教（屬於氏綱派的畠山政國的重要家臣）參加了儀式，這顯示出氏綱試圖通過長教來爭取管領一職。然而，由於當時氏綱亦無法及時抵達坂本，做為晴元的岳父的六角定賴，出於反對氏綱的意圖，遂代替晴元擔任管領代理，並擔任了烏帽子親。不過隨著時間推移，義晴父子開始轉向支持氏綱，與晴元對立。
對此，晴元從三好長慶的居城攝津越水城遷移至北方的神呪寺，並與當時仍在越水城待命的長慶協商，隨後於翌年天文十六年（1547年）發動反擊，擊敗了攝津地區的細川氏綱派，成功平定攝津。七月廿一日，長慶在舍利寺之戰中擊敗了細川氏綱、遊佐長教等人。同年閏七月，在定賴的協助下晴元與義晴達成和解，最終成功鎮壓了氏綱的叛亂。
天文十七年（1548年）五月六日，晴元因處決曾背叛細川氏的攝津國人池田信正，結果引發了三好長慶與其他攝津國人的反叛。八月，長慶要求晴元批准討伐三好政長，這是三好一族內部不和的表現，但晴元拒絕了這一請求。十月，長慶轉而支持細川氏綱，發動叛亂，並圍攻攝津榎並城。如果晴元放棄城中的三好政勝（三好政長之子），恐會導致畿內國眾叛離，為此在兵力處於劣勢的情況下，晴元決定在攝津國江口與長慶等人作戰。晴元選擇避免正面衝突，想等待六角軍的援軍到來後再與長慶進行決戰，結果卻反遭長慶先發制人，在未經激戰的情況下於天文十八年（1549年）六月的江口之戰中遭遇慘敗。在這場戰鬥中，晴元失去了大量部下，包括三好政長和高畠長直等。由於害怕遭到追擊，在同月二十八日，晴元與前將軍義晴、現將軍義輝一同逃離京都，前往六角定賴處，最終退避至近江坂本。

### 沒落的晚年
由於現任將軍義輝以及晴元皆不在京都，長慶和氏綱於天文十八年（1549年）七月九日進軍上洛，實際上掌握了京都。至於晴元與義晴等人則是在坂本和京都東山一帶繼續抵抗長慶。不久，三好政勝及香西元成等人與晴元會合，晴元率領殘餘勢力試圖從東山中尾城和丹波國出發重新奪回京都，然而最終未能成功。晴元也不得不放棄中尾城，結束了中尾城之戰。
天文二十年（1551年），由元成和政勝領導的丹波軍在相國寺之戰中敗給了長慶的軍隊。接著，在天文二十一年（1552年）一月，長慶與義輝達成和解，義輝上洛，細川氏綱成為細川家的當主。晴元嫡長子聰明丸（後來的昭元）則是被作為人質送往長慶處。然而晴元並不接受和解，他選擇剃髮出家，並在若狹國守護武田信豐的支持下，前往若狹國。信豐也派兵進攻細川氏的領地丹波。
天文二十二年（1553年）三月，義輝與三好長慶決裂。同年七月，在獲得義輝的赦免後，晴元再次和義輝聯合對抗長慶。然而，到了八月，義輝方的靈山城遭三好軍攻陷，晴元與義輝一同逃往近江國朽木。
在丹波國，香西元成和三好政勝與波多野元秀結盟，討伐長慶派的內藤國貞。然而，國貞的養子、長慶部將松永長賴發起反擊，並成功平定了丹波的大部分地區。到了弘治三年（1557年）左右，元秀被長賴擊敗，丹波國最終成為三好氏的領土。在播磨國，元成雖然與明石氏結盟，但在弘治元年（1555年），明石氏遭到三好軍的攻擊並投降，面對勢力日益擴大的長慶，元成也無力反抗。
永祿元年（1558年），義輝試圖上洛並與三好軍在山城地區交戰（北白川之戰）。最終，在六角義賢的仲介下，義輝與三好長慶於同年九月六日重新達成和解。二十七日，義輝從山城的將軍府下來，並在相國寺受到長慶、伊勢貞孝、細川氏綱等人的迎接，正式進京。
永祿四年（1561年），隱居的晴元將次男細川晴之立為細川家的當主，並趁著長慶之弟十河一存去世之際，與六角義賢及畠山高政聯手，在近江發起反三好的起義。雖然晴元軍一度取得勝利，但最終仍遭三好軍所擊退，晴之也不幸戰死。儘管晴元隨後與長慶達成了和解，但仍遭囚禁於攝津的普門寺城。
永祿六年（1563年）三月一日，晴元在普門寺去世，享年50歲。
晴元去世後，昭元（信良）繼承了家督，但未能恢復當年的威勢，最終家族逐漸沒落。昭元後來仕於織田信長，其後代則依靠與秋田氏的親戚關係，成為三春藩的家老。

## 出處
1. ↑  善通寺市企画課（1977）P.520
2. ↑  馬部隆弘）（2018）P.217-219
3. ↑  長江正一（1989）P.34-44
4. ↑  今谷明（2007）P.73-92
5. ↑  福島克彥（2009）P.70-73
6. ↑  長江正一（1989）P.44-55
7. ↑  今谷明（2007）P.93-104
8. ↑  福島克彥（2009）P.73-76
9. ↑  長江正一（1989）P.55-70
10. ↑  今谷明（2007）P.105-118
11. ↑  福島克彥（2009）P.76-91
12. ↑  浜口誠至（2014）P. 112–116, 121–122, 280–282
13. ↑  木下昌規（2017）P. 285-287
14. ↑  長江正一（1989）P.71-95
15. ↑  今谷明（2007）P.119-139
16. ↑  福島克彥（2009）P.91-102
17. ↑  長江正一（1989）P.96-106
18. ↑  今谷明（2007）P.140-150
19. ↑  福島克彥（2009）P.102-105
20. ↑  長江正一（1989）P.106-127,132-137, 152-155
21. ↑  今谷明（2007）P.151-163, 169-188, 197-204
22. ↑  福島克彥（2009）P.105-115
23. ↑  福島克彥（2009）P.115-116,121
24. ↑  善通寺市企画課（1977）P.521